# 1,2-dimethylethylendiamin
1,2-Dimethylethylendiamin (zkráceně DMEDA) je organická sloučenina se vzorcem (CH3NH)2CH2CH2. V její molekule se nacházejí dvě sekundární aminové skupiny.

## Reakce a použití
DMEDA se používá jako chelatační činidlo k přípravě komplexů s kovy, z nichž se některé využívají jako homogenní katalyzátory.
Z této látky se také připravují imidazoliny kondenzací s aldehydy nebo ketony:
RR'CO + C2H4(CH3NH)2 → C2H4(CH3N)2CRR' + H2O

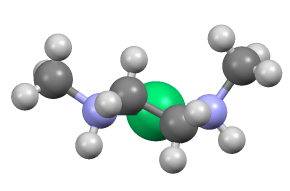
model molekuly komplexu trans-[NiCl_{2}(DMEDA)_{2}